# بیلیگا-فولبه
بیلیگا-فولبه شهری در شهرستان ناسره در استان بام در بورکینافاسوی شمالی است و جمعیت آن ۳۵۰ نفر است.